# Axel Brandin
Axel Ruben Brandin, född 15 december 1883, död 12 september 1966, var en svensk industriman.
Brandin blev civilingenjör 1908 och innehade en rad ansvarsfulla befattningar i Sverige och utomlands i Svenska Tändsticks Aktiebolaget och var från 1944 företagets vd. Han var även ordförande i styrelsen för AB Förenade Svenska Tändsticksfabrikerna och flera av de bolag vilka Svenska Tändsticks AB ägde eller hade intressen i.